# Midwest United FC
El Midwest United FC es un equipo de fútbol de los Estados Unidos que juega en la USL League Two, la cuarta división nacional.

## Historia
Fue fundado en el año 1990 en la ciudad de Grand Rapids, Michigan con el nombre GRASA (Grand Rapids Area Soccer Association) como el primer equipo de fútbol juvenil en Grand Rapids. En su primer registro contó con 60 jugadores del área de Michigan.
En 1996 fue fundado el Grand Valley Premier SC como el único equipo de primer nivel por los siguientes 10 años. GRASA y Grand Valley Premier se fusionaron en 2007 para crear al Grand Rapids Crew Juniors, el primer equipo juvenil afiliado a un club de la MLS, el Columbus Crew SC. En esos años ganó el campeonato nacional en 2011 en la categoría U17.
El Grand Rapids Crew Juniors cambió su nombre por el de Midwest United FC en junio de 2015. La sección femenil U16 ganó el título nacional un año después.
En 2019 el dueño del club de la liga femenil Grand Rapids FC anunció la colaboración con el Midwest United FC. Originalmente competía en la United Women's Soccer hasta que pasaron a jugar a la USL W League. La sección masculina en 2022 se unió a la USL League Two.
En 2024 logró clasificar a los playoffs de la USL League Two por primera vez desde que se unió a la liga.